# Fuji GX680

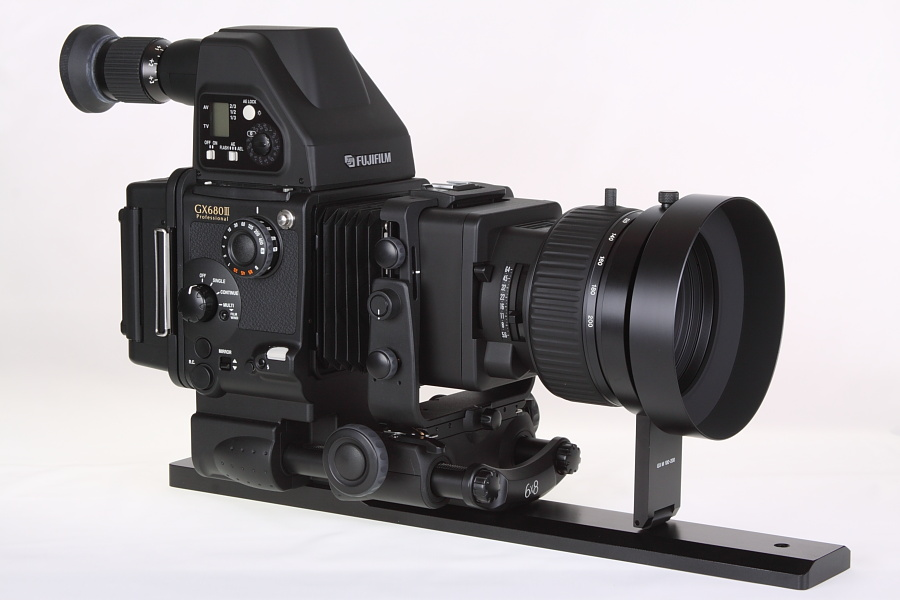
Fuji GX680III Professional Gehäuse mit Standard-Balgen, AE-Winkelsucher III, Filmmagazin IIIN (Querformat-Stellung), EBC Fujinon Zoomobjektiv GX M 100-200mm 1:5.6 mit Sonnenblende, Stütz-Ring und -Schiene

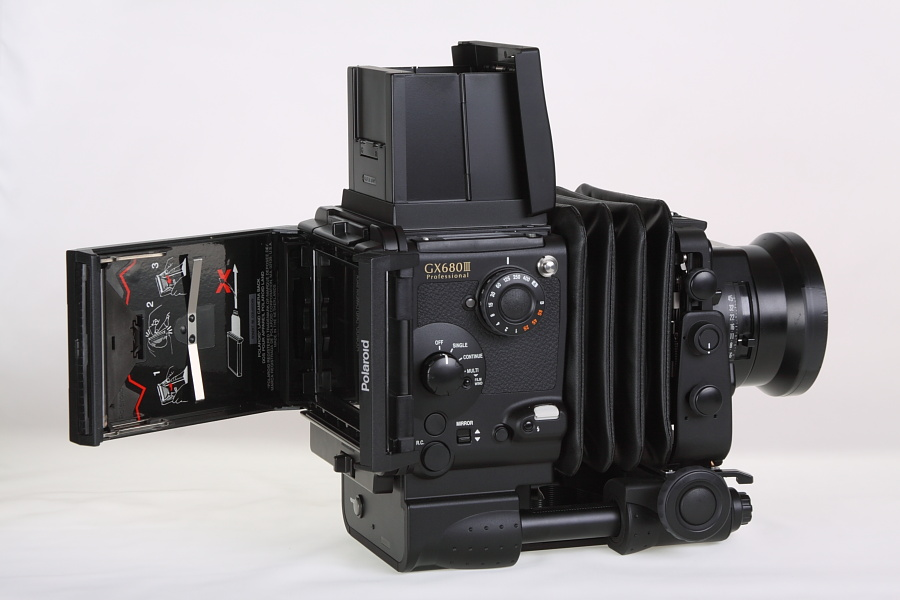
Fuji GX680III Professional Gehäuse mit langem Weitwinkel-Balgen, Klapp-Aufsichtsucher, EBC Fujinon Objektiv GX 65mm 1:5.6 und geöffnetem Sofortbildmagazin GXII

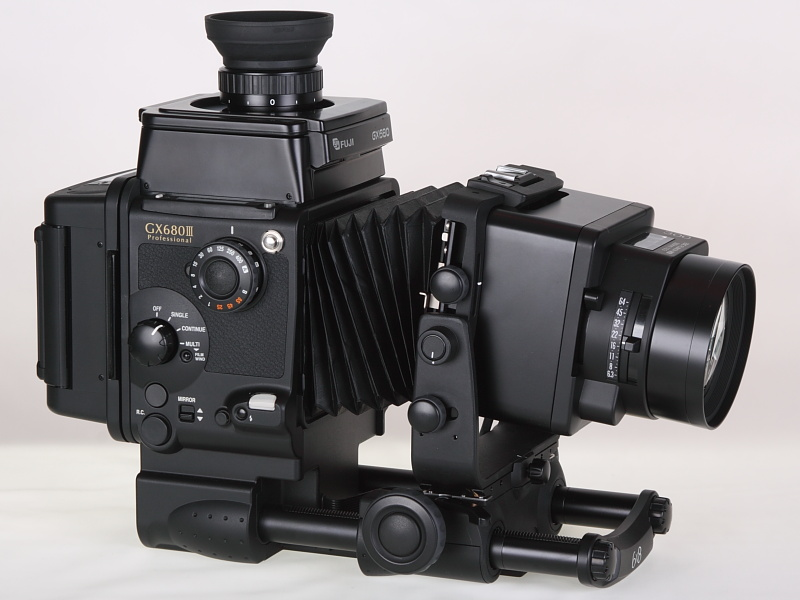
Fuji GX680III Professional Gehäuse mit Lang-Balgen, 40mm Verlängerungsschienen, Vergrößerungssucher, Filmmagazin IIIN (Querformat-Stellung) und EBC Fujinon Objektiv GX 300mm 1:6.3 (Tilt ab-, Shift aufwärts)

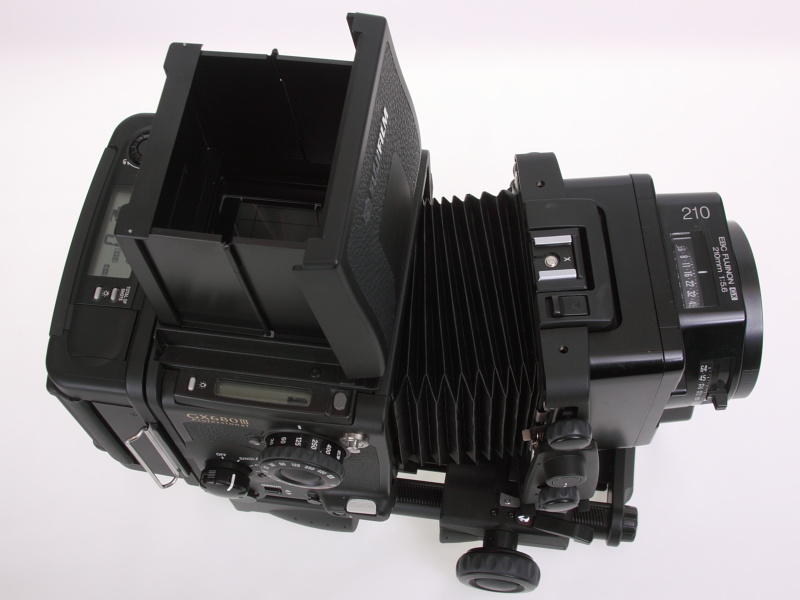
Fuji GX680III Professional Gehäuse mit Lang-Balgen, Klapp-Aufsichtsucher, Filmmagazin IIIN (Querformat-Stellung) und EBC Fujinon Objektiv GX 210mm 1:5.6 (Tilt links, Shift links)

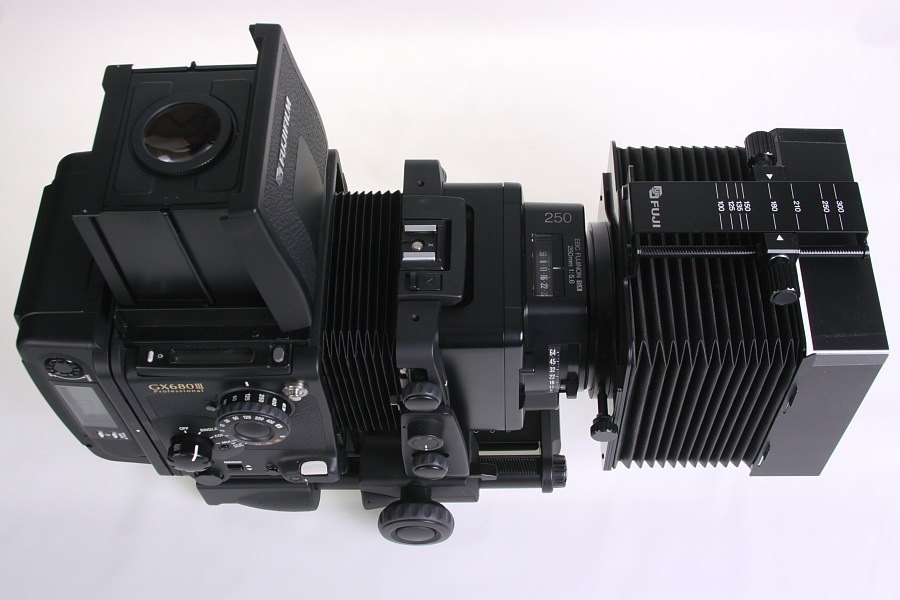
Fuji GX680III Professional Gehäuse mit Lang-Balgen, Klapp-Aufsichtsucher mit aufgeklappter Sucherlupe, Filmmagazin IIIN (Hochformat-Stellung) und EBC Fujinon Objektiv GX 250mm 1:5.6 mit montiertem Kompendium

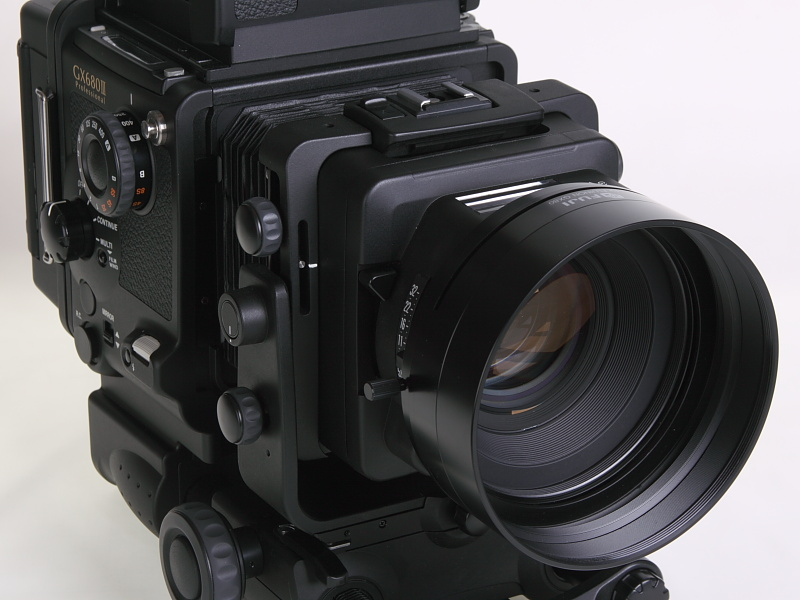
Fuji GX680III Professional Gehäuse mit Standard-Balgen, Klapp-Aufsichtsucher, Filmmagazin IIIN (Querformat-Stellung) und EBC Fujinon Objektiv GX MD 125mm 1:3.2 mit montiertem Objektivaufsatz GX80mm (Sonnenblende)

Die Fujifilm Fuji GX680 ist eine analoge, einäugige Spiegelreflex-Mittelformatkamera mit Wechselmagazinen und Wechselobjektiven. Sie verwendet das Bildformat 6 × 8 cm auf Rollfilm der Typen 120 und 220. Eine Besonderheit ist die Montage der Objektive auf einer Standarte, die mit dem eigentlichen Kameragehäuse über Schienen und einen Balgen verbunden ist. Dies war ansonsten nur bei Fachkameras, den Mamiya RB67 und RZ67 und der Rolleiflex SL 66 anzutreffen.
Im Gegensatz zu den meisten Mittelformat-Kameras anderer Hersteller kann die Standarte zur Perspektivenkorrektur auch nach rechts, links sowie oben und unten verschoben sowie zur Kontrolle der Schärfentiefe nach Scheimpflug um die horizontale und vertikale Achse des Objektivträgers verschwenkt werden. Damit besaß die Fuji GX680 die optischen Fähigkeiten ähnlich einer Großformatkamera, was sie durchaus auch zum Einsatz in der Architekturfotografie befähigte. Für eine Mittelformatkamera hatte die Fuji GX680 zwar stattliche Abmessungen, im Vergleich zu Studio-Großformatkameras war sie jedoch deutlich kompakter.
Die Fuji GX 680 wurde in drei Modellvarianten hergestellt (Produktionszeitraum in Klammern):
- Fuji GX 680 (1989–1995)
- Fuji GX 680 II (1995–1998)
- Fuji GX 680 III (1998–2007)

Äußerlich unterscheiden sich die drei Modelle nur durch geringfügige Modifikationen an den Anzeige- und Bedienelementen sowie anhand des Akku- bzw. Batteriebetriebs.
Vom Modell III gab es noch eine vereinfachte Ausführung, die GX 680 III S ohne die Möglichkeit, die Standarte in Hinblick auf Perspektivenkorrektur und Schärfentiefe nach Scheimpflug zu verstellen.
Es existierten etwa 18 Wechselobjektive, mehrere Sucher und Mattscheiben, Filmmagazine (unter anderem für Polaroid-Filme), verschiedene Balgen zur Montage zwischen Gehäuse und vorderer Standarte sowie eine Schienenverlängerung für Nahaufnahmen.

## Vergleich der Modell-Spezifikationen
|                                                                       | GX 680 | GX 680 II | GX 680 III |
| --------------------------------------------------------------------- | --- | --- | --- |
| Stromversorgung                                                       | Akku (7,2V) | Akku (7,2V) | 3x CR123A Batterien (9V), optionaler aufsteckbarer Batteriehalter |
| Anzeige                                                               | LEDs | LEDs | LCD |
| akustische und optische Warnung bei Fehlern                           | Ja | Ja | Ja |
| Objektive                                                             | EBC Fujinon GX bzw. EBC Fujinon GXM1 | EBC Fujinon GX bzw. EBC Fujinon GXM1 | EBC Fujinon GX bzw. EBC Fujinon GXM1 |
| Anzeige Aufnahmeanzahl                                                | Zähler für Kamera & Magazin | Zähler für Kamera & Magazin | Zähler für Kamera, Magazin & Objektiv2 |
| Automatischer Filmtransport zum 1. Bild und nach letzter Aufnahme     | Ja | Ja | Ja |
| Dateneinbelichtung am Film möglich                                    | Nein | Nein | Ja, mit Filmhalter III |
| Film                                                                  | 120/220 Rollfilm3 | 120/220 Rollfilm3 | 120/220 Rollfilm3 |
| Formate                                                               | Hoch-/Querformat durch Drehung des Magazins, Anzeige des aktuellen Formats durch bewegliche Lamellen unterhalb der Mattscheibe4                                                                                 | Hoch-/Querformat durch Drehung des Magazins, Anzeige des aktuellen Formats durch bewegliche Lamellen unterhalb der Mattscheibe4                                                                                 | Hoch-/Querformat durch Drehung des Magazins, Anzeige des aktuellen Formats durch bewegliche Lamellen unterhalb der Mattscheibe4                                                                                 |
| Formate                                                               | 6x8cm (56x76mm) | 6x8cm (56x76mm) | 6x8cm (56x76mm), 6x7cm5 (56x69mm), 6x6cm5 (56x56mm), 6x4.5cm5 (56x41.5mm) |
| Objektiv-Verschiebung (Shift), max.6                                  | 15mm rechts, links, auf; 13mm ab | 15mm rechts, links, auf; 13mm ab | 15mm rechts, links, auf; 13mm ab |
| Objektiv-Drehung (Tilt), max.6                                        | ±12° jeweils um horizontale und vertikale Achse | ±12° jeweils um horizontale und vertikale Achse | ±12° jeweils um horizontale und vertikale Achse |
| Computeranschluss7                                                    | Nein | Nein | Ja |
| Belichtungszeit                                                       | 1/400s-8s, Bulb | 1/400s-8s, Bulb | 1/400s-8s, Bulb |
| Bildfrequenz (über Motor-Filmtransport im Filmhalter)                 | ca. 1 Bild/s | ca. 1 Bild/s | ca. 1 Bild/s |
| ISO (manuelle Einstellung am Filmhalter bzw. automatische Erkennung)  | 25-1600 | 25-1600 | 25-3200 |
| Ösen für Kameragurt (seitlich am Gehäuse)                             | Nein, eigenes Tragegurt-Set verfügbar | Nein, eigenes Tragegurt-Set verfügbar | Ja |
| Blitzschuh auf Objektivstandarte, Synchronkontakt, Synchron-Testknopf | Ja | Ja | Ja |
| Belichtungs-Programme                                                 | Manuell (Belichtungszeit und Blende manuell wählen) Zeitautomatik AE (Vorwahl von Blende, automatische Wahl der Belichtungszeit aufgrund der ISO-Einstellung am Filmhalter mit Belichtungsmessung im AE-Sucher) | Manuell (Belichtungszeit und Blende manuell wählen) Zeitautomatik AE (Vorwahl von Blende, automatische Wahl der Belichtungszeit aufgrund der ISO-Einstellung am Filmhalter mit Belichtungsmessung im AE-Sucher) | Manuell (Belichtungszeit und Blende manuell wählen) Zeitautomatik AE (Vorwahl von Blende, automatische Wahl der Belichtungszeit aufgrund der ISO-Einstellung am Filmhalter mit Belichtungsmessung im AE-Sucher) |
| OTF8-Belichtungskontrolle, -anzeige                                   | Ja, Anzeige über LEDs | Ja, Anzeige über LEDs | Ja, Anzeige im LCD |
| OTF-Empfindlichkeit                                                   | LW 4-18 bei ISO 100 | LW 4-18 bei ISO 100 | LW 5-19 bei ISO 100 |
| TTL-Licht- & Blitzlichtmessung8                                       | Nein, nur über AE-Sucher | Nein, nur über AE-Sucher | Nein, nur über AE-Sucher |
| Gewicht                                                               | 4146g9 | 4256g9 | III: 4070g10, 2690g11 IIIS: 3720g10, 2350g11 |
| Abmessungen10                                                         | 187mm (B), 278mm (L), 207mm (H) | 187mm (B), 278mm (L), 207mm (H) | III: 188mm (B), 274mm (L), 213mm (H) IIIS: 188mm (B), 274mm (L), 187mm (H) |

1Die GXM-Objektive wurden mit der GX680III eingeführt. Diese besitzen im Objektiv integriert einen elektronischen Bildaufnahmezähler und ermöglichten der GX680 III, zusammen mit dem Filmhalter III, neben der Anzahl-Anzeige für das Magazin und die Kamera auch jene für das Objektiv, um Aussagen über anstehende Wartungen treffen zu können. GXM-Objektive können auch auf den Modellen GX 680 und GX 680 II eingesetzt werden, jedoch ohne den Zählerstand anzeigen zu können.
2Anzahl für Objektiv nur mit GXM-Objektiv und Filmhalter III.
3120er und 220er Filme benötigen unterschiedliche Filmhalter bei Modell I und II, ab Modell III mittels verschiedener Filmbühnen im Filmhalter realisiert.
4sichtbar nur bei 6x8 und 6x7 Mattscheiben (beim Modell III).
5erfordert entsprechende Formatmaske für Filmhalter III, Anpassung des Suchers durch passende Mattscheibe mit aufgedrucktem Format-Rahmen, Maskenwechsel innerhalb eines Films nicht möglich.
6die effektive Beweglichkeit kann beim 50mm-Objektiv, 100–200 mm Zoomobjektiv sowie bei Kombination verschiedener Bewegungen bei allen anderen Objektiven gegenüber den maximalen Angaben eingeschränkt sein; beim Modell GX 680 III S gibt es keine Objektivverschiebung beziehungsweise -drehung.
7ermöglicht auch Anschluss des Digitalrückteils Fujifilm DBP.
8OTF (Off The Film): Während des Belichtungsvorgangs misst eine Si-Diode im Kameragehäuse das vom Film in einem zentralen 25mm Kreis reflektierte Licht, Anzeige von Über-/Unter- bzw. korrekter Belichtung nach der Aufnahme, keine Blitzsteuerung möglich.
9Gehäuse mit Objektiv 135mm/1:5.6, Filmhalter und Akku.
10Gehäuse mit Objektiv 135mm/1:5.6 und Filmhalter, ohne Batterien/Akku.
11nur Gehäuse, ohne Batterien.

## Funktionselemente
Folgende Bedien- und Anzeigeelemente finden sich am Kameragehäuse:
- Auslöser
- Filmtransportwahlrad (Off/Single/Continuous/Multi)
- Filmtransporttaste nach Mehrfachbelichtung
- Schwingspiegel (Auf/Ab-Taster)
- Belichtungszeitenrad (inkl. Bulb und Auto)
- Blende (am Objektiv einstellbar, Abblendhebel am Objektiv)
- Fokussierknopf und Arretierung
- Stellknöpfe für die Standarte
- Blitzschuh
- Synchronkontakt
- Synchron-Testknopf
- Fernauslöserbuchse
- Computeranschluss (Modell III)
- Nivellier-Libelle
- Entriegelung für Filmhalter
- Entriegelung für Sucher
- Entriegelung für Objektiv
- Batterie-/Akku-Fach
- LEDs bzw. LCD

## Objektive
Sämtliche Objektive vom Typ EBC Fujinon GX(M) wurden mit Zentralverschluss ausgestattet (alle Belichtungszeiten sind blitzsynchron) und genießen einen durchaus guten Ruf.
| EBC Fujinon Objektiv                      | Foto | KB-Equiv. & Blende            | Blendenbereich           | Filter (mm) | Gewicht (g) | Abmessungen (mm)  | Linsen/Gruppen |
| ----------------------------------------- | ---- | ----------------------------- | ------------------------ | ----------- | ----------- | ----------------- | -------------- |
| 50mm {\displaystyle f}/5.6 GX (M) 12      |      | 23mm {\displaystyle f}/2.6    | {\displaystyle f}/5.6–45 | 112         | 1250        | 115 × 115× 125    | 12/9           |
| 65mm {\displaystyle f}/5.6 GX (M)         |      | 30mm {\displaystyle f}/2.6    | {\displaystyle f}/5.6–45 | 95          | 1190        | 107 × 107 × 116   | 10/9           |
| 80mm {\displaystyle f}/5.6 GX (M)         |      | 37mm {\displaystyle f}/2.6    | {\displaystyle f}/5.6–45 | 95          | 1100        | 101 × 107 × 113   | 8/8            |
| 100mm {\displaystyle f}/4.0 GX (M)        |      | 46mm {\displaystyle f}/1.8    | {\displaystyle f}/4–45   | 82          | 910         | 101 × 107 × 101   | 8/8            |
| 115mm {\displaystyle f}/3.2 GX MD         |      | 53mm {\displaystyle f}/1.5    | {\displaystyle f}/3.2–32 | 95          | 870         | 101 × 107 × 95    | 8/6            |
| 125mm {\displaystyle f}/3.2 GX MD         |      | 57mm {\displaystyle f}/1.5    | {\displaystyle f}/3.2–32 | 95          | 895         | 101 × 107 × 96    | 8/6            |
| 125mm {\displaystyle f}/5.6 GX (M)        |      | 57mm {\displaystyle f}/2.6    | {\displaystyle f}/5.6–45 | 82          | 545         | 101 × 107 × 80    | 6/5            |
| 135mm {\displaystyle f}/5.6 GX (M) 13     |      | 62mm {\displaystyle f}/2.6    | {\displaystyle f}/5.6–45 | 82          | 565         | 101 × 107 × 79    | 6/6            |
| 150mm {\displaystyle f}/4.5 GX (M)        |      | 69mm {\displaystyle f}/2.1    | {\displaystyle f}/4.5–45 | 82          | 705         | 101 × 107 × 91    | 6/4            |
| 180mm {\displaystyle f}/3.2 GX MD         |      | 82mm {\displaystyle f}/1.5    | {\displaystyle f}/3.2–32 | 95          | 1030        | 101 × 107 × 105   | 7/5            |
| 180mm {\displaystyle f}/5.6 GX (M)        |      | 82mm {\displaystyle f}/2.6    | {\displaystyle f}/5.6–45 | 82          | 800         | 101 × 107 × 104   | 6/6            |
| 190mm {\displaystyle f}/8.0 GX SF 14      |      | 87mm {\displaystyle f}/3.7    | {\displaystyle f}/8–64   | 82          | 690         | 101 × 107 × 104   | 3/3            |
| 210mm {\displaystyle f}/5.6 GX (M)        |      | 96mm {\displaystyle f}/2.6    | {\displaystyle f}/5.6–64 | 82          | 835         | 101 × 107 × 103   | 5/5            |
| 250mm {\displaystyle f}/5.6 GX (M)        |      | 115mm {\displaystyle f}/2.6   | {\displaystyle f}/5.6–64 | 82          | 925         | 101 × 107 × 105   | 5/4            |
| 300mm {\displaystyle f}/6.3 GX (M)        |      | 137mm {\displaystyle f}/2.9   | {\displaystyle f}/6.3–64 | 82          | 1100        | 101 × 107 × 139   | 5/5            |
|                                           |      |                               |                          |             |             |                   |                |
| 500mm {\displaystyle f}/8.0 GX (M) 15     |      | 229mm {\displaystyle f}/3.7   | {\displaystyle f}/8–64   | 82          | 1660        | 101 × 107 × 245   | 6/6            |
| 100–200mm {\displaystyle f}/5.6 GX (M) 15 |      | 46–92mm {\displaystyle f}/2.6 | {\displaystyle f}/5.6–64 | 105         | 2150        | 118 × 118.5 × 176 | 14/11          |

Weiterhin ließen sich mit einer als Zubehör erhältlichen Adapterplatte die Großformatobjektive der Linhof Technika anschließen; diese Objektive sind jedoch nur mit hochgeklapptem Spiegel einsetzbar.

## Zubehör
Da die GX680 als System-Kamera gilt, existiert umfangreiches Zubehör:
- Klapp-Lichtschachtsucher mit Lupe (Standardzubehör)
- Vergrößerungssucher
- AE-Sucher FL (Einsicht von oben), AE-Winkelsucher (Einsicht von hinten) – jeweils mit (Blitz-)Belichtungsmessung vor der Aufnahme
- Tragegurt (bei Modell III Standardzubehör)
- Verlängerungsschienen 40 mm, ab Modell II auch 80 mm, zur Erweiterung des 65 mm langen Fokusauszugs
- Kabel-Fernauslöser mit 1 m und 5 m Länge
- Sofortbildmagazin
- Typ 120/220-Filmmagazine (ab Filmmagazin III nur ein Typ des Magazins mit zwei Wechsel-Filmkassetten für 120 und 220, zusätzlich Formatmasken)
- Einstellscheiben (insbesondere beim Modell III für unterschiedliche Bildformate)
- Balgen für lange Auszüge bzw. Weitwinkel
- Digitales Rückteil Fujifilm DBP für GX680 (es können auch Fremdfabrikate für GX 680 angepasst werden, meist Format kleiner als 6 × 4,5 cm)
- Rückteiladapter für Hasselblad V-Serie, Contax 645 und Mamiya 645-Magazine
- Objektivkompendium, Objektivaufsatz (Gegenlichtblende)
- Korrekturlinsen für den Sucher
- Tragekoffer
- Akku, Ladegerät, Batteriehalter